# Tajna (knjiga)
Tajna je najprodavanija knjiga o samopomoći Ronde Bern iz 2006. godine, zasnovana na ranijem filmu pod istim imenom. Zasnovana je na pseudonauci. Zakonu privlačenja koji tvrdi da misli mogu direktno da promene svet. Knjiga je prodata u 20 miliona primeraka širom sveta i prevedena je na 50 jezika.

## Pozadina
Tajna je objavljena kao film u martu 2006. godine, a kasnije iste godine kao i knjiga. Knjiga je pod uticajem Valas Vejtlsove knjige iz 1910. godine "Nauka bogaćenja" ( eng. "The Science Of Getting Rich"), koju je Bern dobila od svoje ćerke tokom lične traume 2004. godine.

## Sinopsis
Bern ponovo uvodi pseudo-naučni pojam koji su prvobitno popularizovali ljudi kao sto su Helena Blavatski i Norman Vinset Pil što ukazuje na to da će razmišljanje o određenim stvarima učiniti da se pojavljuju u vašem životu. Bern daje navodne primere istorijskih osoba koje su to postigle. Bern navodi proces u tri koraka kako bi se to postiglo: tražiti, verovati, primiti. Ovo se zasniva na citatima iz Biblije Matej 21:22: "I sve što ćete pitati u molitvi, verujući, vi ćete primiti."
Bern naglašava važnost zahvalnosti i vizualizacije u postizanju želja, zajedno sa navodnim primerima. Kasnija poglavlja opisuju kako poboljšati prosperitet, odnose i zdravlje, sa opštim mislima o univerzumu.

## Prijem

### Bruto
Knjiga je prevedena na 50 jezika i prodata je u preko 20 miliona primeraka. Jednim delom je zbog emisije "The Oprah Winfrey" do 2009. godine povećana prodaja knjige i filma na 300 miliona dolara. Bern je pored knjige Tajna, izdala još neke knjige nalik Tajni. 

### Kritički odgovor
Tajna je dobila odlične ocene kupaca. Imala je 4.8/5 na Books-A-Million, 3.63/5 na Goodreads, 3/5 na Better World Books, 4.6/5 na Amazonu, 4.45/5 na MouthShut.com i 4.5/5 na Itunes.
Američka TV voditeljka Oprah Vinfrej je ljubitelj knjige. U emisiji "The Larry King" rekla je da je poruka Tajne poruka koju je pokušala da podeli sa svetom u svojoj emisiji tokom proteklih 20 godina. Autor Ronda Bern je kasnije pozvana u njenu emisiju sa ljudima koji se zaklinju u Tajnu.
Elizabet Skot navodi prednosti i slabosti knjige na njenom sajtu pod imenom "Verywell" . Pozitivne stvari koje ona ističe je da osnažuju, da čak i ako stvari izgledaju mračno, podseća vas da ima puno toga što možete učiniti kako biste promenili svoje okolnosti. Ona daje čitaocima istraživanje o optimizmu, vizualizaciji i moći perspektive, ističući da "Tajna" ohrabruje ljude da jasno vizualizuju svoje ciljeve kako bi privukli ono što žele. Skot ukazuje da neki ljudi veruju da su u sukobu sa svojim religioznim vrednostima, dok drugi to vide kao komplementarni pristup. Knjiga dosta vremena posvećuje tome kako koristiti Zakon privlačnosti . Drugi nedostaci koje Skot naglašava su kritika ideje da stvaramo sopstvene teške životne okolnosti, ističući ljude rođene u krajnjem siromaštvu i da Zakon privlačnosti nije naučno dokazan, već više anegdotski posmatrani fenomen. "Njene poslednje misli su:" Iako postoje neki zastoji rekla bih da ova knjiga može da pruži izvanredne mogućnosti za olakšanje stresa i mapu puta za bolji život
Valeri Frankel je u magazinu "Good Housekeeping" napisala članak u kome daje principe Tajne za četiri nedelje. Dok je postigla neke od svojih celjva, drugi su se poboljšali. Frankelova konačna procena je: "Brojanje mojih blagoslova me je uzdiglo, podsećajući me na ono što je divno u vezi sa mojim životom. Vizualizacija me je prisilila da obratim pažnju na ono što stvarno želim. A smeh nikada nije loša ideja.
Barbara Ernerič je 2009. objavila svoju knjigu pod nazivom "Vedrija strana" (eng."Bright-sided") - Kako je nepopustljiva promocija pozitivnog razmišljanja zaglupela Ameriku kao reakciju na knjige o samopomoći, poput Tajne, tvrdeći da promovišu političko samozadovoljstvo i neuspeh povezanosti sa stvarnošću.
Džon Stekhaus je obezbedio istorijski kontekst, pronalazio je Berninu knjgu u tradiciji novih misli i popularne religije i zaključio da "to nije novo i nije tajna".
Birnine naučne tvrdnje posebno u pogledu kvantne fizike, odbacili su mnogi autori, uključujući Kristofera Čabrisa i Danijela Simonsa u časopisu "The New York Times" i fizičarku sa Harvarda Lisu Randal. Meri Karmajkl i Ben Radford, koji su pisali za istraživački centar, takođe su istakli da Tajna nema naučnu osnovu, navodeći da Birnina knjiga predstavlja "Istrošen trik mešanja banalnih izreka sa magijskim razmišljanjem koji se predstavlja kao neka vrsta skrivenog znanja: U suštini, to je nova "Nova misao".

## Spoljašnje veze
- Official website